# Кугеліс
Кугеліс (лит. bulvių plokštainis) — литовська національна страва. Основні інгредієнти: картопля, сало, молоко, цибулю і яйця. Як приправу використовують чорний перець, лавровий лист або майоран. Як правило, кугеліс їдять з яблучним соусом, брусничним варенням, сметаною, беконом або свининою.
Подібні кугелісу страви є у єврейській (кугель) та білоруській (картопляна бабка) кухнях.